# Szlarnik samotny
Szlarnik samotny (Zosterops rennellianus) – gatunek małego ptaka z rodziny szlarników (Zosteropidae). Jest endemitem wyspy Rennell należącej do Wysp Salomona. Według IUCN jest to gatunek najmniejszej troski.

## Systematyka
Takson ten po raz pierwszy zgodnie z zasadami nazewnictwa binominalnego opisał amerykański zoolog Robert Cushman Murphy w 1929 roku na łamach „American Museum Novitates”. Autor nadał gatunkowi nazwę Zosterops rennelliana. Jako miejsce typowe wskazał atol Rennell. Holotyp odłowiony przez H. Hamlina w sierpniu 1928 roku znajduje się w Amerykańskim Muzeum Historii Naturalnej.
Takson ten czasami był uznawany za podgatunek szlarnika papuaskiego (Zosterops griseotinctus), ale różni się od niego wyglądem. Jest to gatunek monotypowy.

### Etymologia
- Zosterops (Fosterops): gr. ζωστηρ zōstēr, ζωστηρος zōstēros „pas”; ωψ ōps, ωπος ōpos „oko”[11].
- rennellianus – od Rennell[12].

## Morfologia
Mały ptak o szpiczastym, zakrzywionym, stosunkowo długim, jasnopomarańczowym dziobie. Nogi i stopy bladopomarańczowe. Tęczówki czerwonobrązowe lub brązowe. Nie występuje dymorfizm płciowy. Wokół oczu brak charakterystycznych dla większości gatunków Zosterops obrączek ocznych, zamiast nich wąski obszar niebieskawej lub szarej nagiej skóry. Ptak głównie w oliwkowozielonym kolorze upierzenia. Czasami z żółtawym zabarwieniem na czole i przy oczach. Gardło i podgardle oraz pokrywy podogonowe żółtozielone. Młode osobniki nie zostały opisane. Długość ciała około 12 cm, masa ciała 12–17 g.

## Zasięg występowania
Szlarnik samotny występuje endemicznie na atolu Rennell położonym w południowo-wschodniej części archipelagu Wysp Salomona. Zasięg występowania (EOO, Extent of Occurrence) według szacunków organizacji BirdLife International obejmuje około 1200 km².

## Ekologia
Jego głównym habitatem są tropikalne lasy nizinne, głównie ich obrzeża, rzadziej obszary wtórnego wzrostu i obszary krzewiaste. Jest gatunkiem osiadłym. Długość pokolenia jest określana na 3,5 roku. W skład diety tego gatunku wchodzą owady m.in. szarańczaki (Orthoptera), także pająki (Araneae), drobne nasiona i niewielkie owoce do około 8 mm średnicy m.in. z gatunków Pipturus argenteus i Macaranga tanarius. Żeruje w parach lub niewielkich stadach, czasami w stadach mieszanych.

### Rozmnażanie
Nie ma wielu informacji o rozmnażaniu tego gatunku. Gniazdo w kształcie niewielkiej miseczki o średnicy 2,5–5 cm zbudowane jest ze splecionych ze sobą martwych liści i mchów. Wyłożone jest delikatnymi źdźbłami traw lub suchymi włóknami roślinnymi. Umieszczane jest w rozwidleniach niewielkich gałązek na wysokości około jednego metra. W lęgu 2 jaja.

## Status zagrożenia
W Czerwonej księdze gatunków zagrożonych Międzynarodowej Unii Ochrony Przyrody szlarnik samotny jest zaliczany do kategorii LC (ang. Least Concern – gatunek najmniejszej troski). Liczebność populacji jest szacowana z bardzo małą precyzją na od 8800 do 75 800 dorosłych osobników. Gatunek opisywany jest jako pospolity. Trend liczebności populacji oceniany jest jako spadkowy z powodu zmniejszania się i fragmentacji jego naturalnego habitatu.